# Tim Hortons
Tim Hortons Inc., tên thường gọi là Tim's, Timmies hay Timmy's, là công ty đa quốc gia chuyên về nhà hàng và cà phê của Canada, có trụ sở chính ở Toronto. Hãng phục vụ các loại cà phê, sandwich, bánh vòng và các loại đồ ăn nhanh khác. Đây là thương hiệu đồ ăn nhanh lớn nhất Canada với 5.701 nhà hàng ở 13 quốc gia, tính đến tháng 9 năm 2023.
Công ty do vận động viên khúc côn cầu trên băng Tim Horton (1930–1974) và Jim Charade (1934–2009) thành lập năm 1964 tại Hamilton, Ontario sau một kế hoạch đầu tư vào các nhà hàng hamburger trước đó. Năm 1967, Horton hợp tác với nhà đầu tư Ron Joyce. Năm 1974 khi Horton mất, Joyce đứng ra quản lý nhà hàng và dần đưa công ty trở thành một thương hiệu giá trị hàng tỉ đô. Charade rời hãng năm 1966, sau đó quay lại vào năm 1970 và từ năm 1993 tới 1996. Năm 1995, The Wendy's Company sáp nhập vào Tim Hortons dưới dạng công ty con và được quản lý tới năm 2006.
Ngày 26 tháng 8 năm 2014, Burger King đồng ý sáp nhập vào Tim Hortons với giá 11,4 tỉ USD. Cả hai thương hiệu được công ty mẹ Restaurant Brands International quản lý từ ngày 15 tháng 12 năm 2014.

## Thực đơn
Những nhà hàng mới mở đầu tiên chỉ phục vụ cà phê và bánh donut. Hiện ngoài cà phê, trà, socola nóng và donut, hãng có các loại bánh nướng, bánh ngọt như bagel. Thông tin dinh dưỡng được giới thiệu online, nhưng nguyên liệu cụ thể không được chia sẻ. Menu của Tim Hortons ở các cửa hàng thường giống nhau, tuy nhiên có thể có một số biến đổi hương vị tuỳ theo ẩm thực địa phương.

## Địa điểm
Tính tới ngày 31 tháng 12 năm 2018, Tim Hortons có 4846 nhà hàng ở 14 quốc gia, trong đó 3802 cơ sở ở Canada, 807 ở Mỹ, 60 ở Mexico, 29 ở khu vực Trung Đông và 25 ở Anh Quốc. Tính đến  tháng 8 năm 2024, Tim Hortons có 5702 nhà hàng.